# 泉南警察署
泉南警察署（せんなんけいさつしょ）は、大阪府警察が管轄する警察署の一つで、大阪府警察最南端の警察署である。阪南市に所在しているが、署名の「泉南」は泉南市ではなく泉南郡に因るもので、発足時は泉南郡尾崎町だった。

## 所在地
- 大阪府阪南市尾崎町70
  - 最寄駅は、南海本線 尾崎駅

## 管轄区域
- 泉南市
  - 関西国際空港がある泉州空港南を除く
- 阪南市
- 泉南郡岬町

## 沿革
- 1874年2月7日 - 堺県日根郡谷川村（現在の大阪府泉南郡岬町谷川周辺）の民家を借り入れ、小区屯所を設置する。
- 1875年7月21日 - 岸和田警察署尾崎分署と改称。
- 1877年11月9日 - 岸和田警察署貝掛分署と改称。
- 1887年1月1日 - 佐野警察署（現在の泉佐野警察署）貝掛分署と改称。
- 1894年1月7日 - 岸和田警察署貝掛分署と改称。
- 1904年4月1日 - 署名を改称。27年ぶりに岸和田警察署尾崎分署となる。
- 1926年7月1日 - 地方官官制の改正のため尾崎警察署に昇格した。
- 1948年3月7日 - 警察法の施行により泉南郡佐野町・信達町・深日町・多奈川町・熊取村の5町村に自治体警察が誕生。同時に泉南郡の残余17町村を管轄する国家地方警察泉南地区警察署が発足した。
- 1951年6月30日 - 深日・多奈川警察署の廃止。同署に管轄区域を吸収する。
- 1951年7月16日 - 現在地に木造の庁舎を新築移転。
- 1954年7月1日 - 警察法の改正により泉南地区警察署を廃止し、泉南警察署が発足。
- 1985年11月29日 - 老朽化した木造庁舎を撤去し、鉄筋コンクリート造の4階建庁舎に建て替える。
- 1991年10月1日 - 泉南郡阪南町が市制を施行。阪南市となり、住所が現在の住所に変更される。

## 交番
（ ）内は所在地
- 一丘交番（泉南市信達大苗代135-2）
- 岡田交番（泉南市岡田5丁目24-2）
- 雄信達交番（泉南市男里4丁目2-16）
- 新家交番（泉南市新家2947-1）
- 泉南中央交番（泉南市信達牧野1274-1）
- 樽井駅前交番（泉南市樽井5丁目29-21）
- 石田交番（阪南市石田988-1）
- 自然田交番（阪南市自然田1486-2）
- 鳥取の荘交番（阪南市鳥取665-1）
- 箱作駅前交番（阪南市箱作320）
- 淡輪交番（泉南郡岬町淡輪4871）
- 岬町交番（泉南郡岬町深日850）
- 多奈川交番（泉南郡岬町多奈川谷川2424-5）

## 駐在所
（ ）内は所在地
- 金熊寺駐在所（泉南市信達金熊寺837）
- 鳴滝駐在所（泉南市鳴滝1丁目17-12）
- 山中駐在所（阪南市山中渓115-1）
- 孝子駐在所（泉南郡岬町孝子493-3）
- 小島駐在所（泉南郡岬町多奈川小島無番地）
- 谷川駐在所（泉南郡岬町多奈川谷川1718-3）